# Beogradelektro
Beogradelektro (code BELEX : BGEL) est une entreprise serbe qui a son siège social à Belgrade, la capitale de la Serbie. Elle travaille dans le secteur du commerce de gros.

## Histoire
Beogradelektro a été admise au libre marché de la Bourse de Belgrade le 26 juillet 2004 et en a été exclue le 9 mai 2011.

## Activités
Beogradelektro est spécialisée dans la vente en gros d'équipements et d'appareils liés à l'industrie de l'énergie électrique, à l'électronique et aux télécommunications. Parmi les produits figurant au catalogue de la société, on peut citer des câbles et des conducteurs pour les centrales électriques, les mines et les télécommunications, des postes électriques et des transformateurs. Elle fournit également du matériel pour l'éclairage public, notamment des mâts d'éclairage ; elle propose encore des moteurs électriques, des matériaux d'isolation et des équipements pour les paratonnerres.